# Galatasaray Lisesi

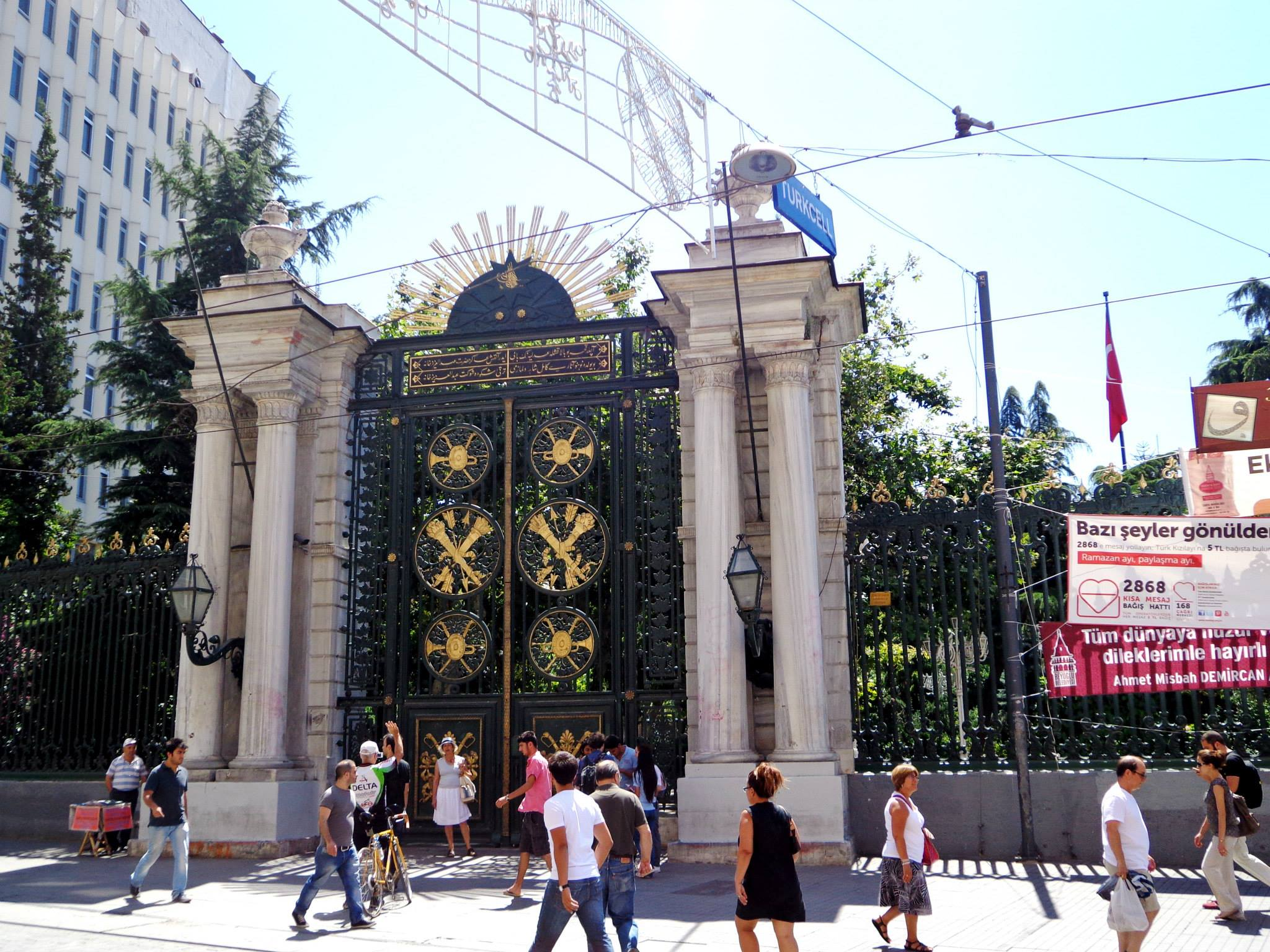
Eingangstor zum Galatasaray Lisesi

Das Galatasaray Lisesi (deutsch Galatasaray-Gymnasium; französisch Lycée de Galatasaray) ist eine Eliteschule in Istanbul, die von Sultan Bayezid II. im Jahr 1481 als „Imperiale Galata-Palast-Schule“ (Galata Sarayi Enderun-u Hümayunu) gegründet wurde. 1866 wurde das Gymnasium (franz. lycée, türk. lise) nach französischem Vorbild als „Kaiserliche Galatasaray-Schule“ (Galatasaray Mekteb-i Sultani) eröffnet.

## Geschichte
Das Galatasaray Lisesi liegt am Galatasaray-Platz im Galata-Viertel im Stadtteil Beyoğlu im europäischen Teil Istanbuls. Das Gymnasium ist ein Anadolu Lisesi und wurde im ehemaligen Gebäude des Mediziner-Colleges eingerichtet. Die Schule war anfangs in drei Höfe geteilt, je einer für die jüngeren, mittleren und älteren Schulgänge. Die Schule hatte ihren eigenen Hammam und ein Krankenhaus. Das Schulprogramm war wie das französische, mit dem Unterschied, dass statt Latein und Griechisch hier Türkisch, Arabisch und Persisch gelehrt wurden. Die zwei klassischen Sprachen sowie Deutsch wurden jedoch bei freiwilligen Abendstunden unterrichtet. Die Lehrer waren neben Türken und Franzosen auch Griechen und Armenier. Die Schule sorgte für das Essen, Bekleidung (so soll es eine Uniform für außerhalb gegeben haben), Schulmaterial, sowie Papier etc.
Im Zuge der Gründung der Republik Türkei im Jahre 1923 wurde die Schule schließlich in Galatasaray Lisesi umbenannt. 1968 wurde die Koedukation eingeführt, heute sind etwa 40 % der Schüler weiblich. Nach Abschluss eines französisch-türkischen Abkommens 1992 wurde die Galatasaray-Universität gegründet, der seitdem das Gymnasium gemeinsam mit einer gleichzeitig gegründeten Grundschule angegliedert ist.

## Ehemalige Schüler
Aus dem Galatasaray Lisesi und seinen Vorgängerinstitutionen gingen viele bedeutende Politiker, Ökonomen, Wissenschaftler, Künstler und Sportler hervor. Unter anderem sind auf diese Schule gegangen:
- Daron Acemoğlu (* 1967), Ökonom, Nobelpreisträger
- Hovhannes XII. Arscharouni (1854–1929), armenischer Patriarch
- Mehmet Ali Birand (1941–2013), türkischer Journalist und Nachrichtensprecher
- Sakallı Celâl (1886–1962), Intellektueller und Exzentriker
- İzzettin Doğan (* 1940), Universitätsprofessor in Völkerrecht und alevitischer Aktivist
- Candan Erçetin (* 1963), Sängerin
- Nihat Erim (1912–1980), Ministerpräsident
- Ulvi Cemal Erkin (1906–1972), Komponist
- Tevfik Fikret (1867–1915), Dichter
- Mehmet Günsür (1955–2004), Schriftsteller
- Reşat Nuri Güntekin (1889–1956), Schriftsteller
- Feza Gürsey (1921–1992), Mathematiker und Physiker
- Ahmed Hâşim (zwischen 1883 und 1887–1933), Dichter
- Todor Kableschkow (1851–1876), bulgarischer Freiheitskämpfer
- Orhan Veli Kanık (1914–1950), Dichter
- Faik Bey Konitza (1875–1942), albanischer Nationalist
- Erkin Koray (1941–2023), Rockmusiker
- Barış Manço (1943–1999), Sänger, Komponist und Fernsehproduzent
- Ahmed Niyazi Bey (1873–1913), Jungtürke
- Simeon Radew (1879–1967), bulgarischer Politiker und Schriftsteller
- Cemal Reşit Rey (1904–1985), Musiker
- Sava Paşa (1832–1904), griechischstämmiger osmanischer Minister
- Georgi Slatarski (1854–1909), bulgarischer Naturwissenschaftler, Geologe
- Haldun Taner (1915–1986), Schriftsteller
- Ali Tanrıyar (1914–2017), Mediziner, Politiker (u. a. türkischer Innenminister) und Sportfunktionär
- Ahmet Kutsi Tecer (1901–1967), Autor und Politiker
- Berç Keresteciyan Türker (1870–1949), armenischer Bankier
- Ali Sami Yen (1886–1951), Fußballer
- Ahmet Zogu (1895–1961), König Albaniens
- Fatin Rüştü Zorlu (1912–1961), Minister

Traditionell sind die Präsidenten des Sportvereins Galatasaray Spor Kulübü wie sein Gründer Ali Sami Yen ehemalige Schüler der Schule.